# Echinozyt

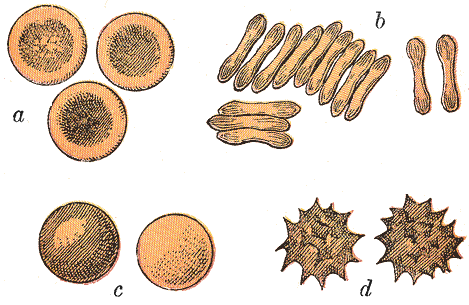
Echinozyten (d), normale Erythrozyten (a und b) und Sphärozyten (c)

Als Echinozyten oder Stechapfelzellen werden deformierte rote Blutkörperchen bezeichnet, bei denen die bikonkave in eine kugelige Form übergegangen ist und die – im Gegensatz zum Sphärozyt – zahlreiche (10–30) stumpfe Fortsätze aufweisen, so dass sie an Stechäpfel erinnern.
Echinozyten können als Artefakte durch Trocknungs- und Schrumpfungsvorgänge sowie durch Einwirkung von hypertonen Lösungen, Fettsäuren oder bestimmten Arzneistoffen bestehen. Auch bei der Lagerung von Blutkonserven können durch die ATP-Abnahme und den  Einfluss sich bildendem Lysolecithin Echinozyten entstehen. Sie haben dann keine diagnostische Bedeutung.
Erkrankungen, die mit einer Bildung von Echinozyten einhergehen, sind Lebererkrankungen (vor allem bei gleichzeitig vorliegendem Nierenversagen), Phosphatmangel, Pyruvatkinasemangel, Phosphoglyceratkinase-Mangel, Aldolase-Mangel, Dekompressionskrankheit, Hämolytisch-urämisches Syndrom, Abetalipoproteinämie und Verbrennungen. Auch eine Entstehung aus anderen deformierten Erythrozytenformen wie Sphäro- oder Akanthozyten ist möglich.